# Dollocaris
Dollocaris é um gênero de Thylacocephalo, que viveu durante o período Jurássico na França.

## Descrição
O Dollocaris tinha provavelmente 4-20 cm de comprimento, sendo um animal onívoro. Segundo seus fósseis, os olhos de Dollocaris tinham cerca de 15000 ''lentes'', oque fazia a espécie ter uma ótima visão em geral. Além disso, os olhos de Dollocaris estão entre um dos melhores olhos de artrópodes já preservados em fóssil.